# Alfred Kowalkowski
Alfred Antoni Kowalkowski (ur. 4 sierpnia 1914, zm. 25 listopada 1983) – literat, urzędnik, działacz kultury.

## Życiorys
Urodził się 4 sierpnia 1914 r. w Świnoujściu. Był synem Antoniego, kowala, drogomistrza i Eleonory z Ligarzewskich. W 1929 r. osiedlił się w Bydgoszczy i ukończył tu Państwowe Gimnazjum Humanistyczne. Następnie studiował filologię klasyczną na Uniwersytecie Poznańskim. Po ukończeniu studiów krótko pracował w Bibliotece Gdańskiej (1938), a następnie w redakcji tygodnika „Kultura” w Poznaniu.
Po najeździe Niemiec na Polskę we wrześniu 1939 r. zamieszkał w Bydgoszczy. Podczas okupacji niemieckiej pracował jako robotnik budowlany, magazynier w księgarni i robotnik leśny. 
Po zakończeniu wojny krótko był nauczycielem w bydgoskim Gimnazjum Miejskim (1945). 25 kwietnia 1945 r. został zatrudniony w Wydziale Kultury i Sztuki Pomorskiego Urzędu Wojewódzkiego w Bydgoszczy. Od 1947 r. był naczelnikiem tego wydziału, a później kierownikiem Wydziału Kultury Prezydium Wojewódzkiej Rady Narodowej w Bydgoszczy.
W 1951 r. został zwolniony na własną prośbę z pracy w Prezydium WRN. W latach 1948–1960 był kierownikiem literackim teatrów w Bydgoszczy i Toruniu, a w latach 1960–1969 pracował w Wojewódzkim Domu Kultury w Bydgoszczy. Oprócz tego działał w Komisjach Kultury Miejskiej Rady Narodowej i Wojewódzkiej Rady Narodowej.

### Działalność literacka
Od 1932 r. tworzył dzieła literackie, zamieszczane m.in. na łamach „Wici Wielkopolskich”, „Dziennika Bydgoskiego” i „Kuriera Poznańskiego”. W 1938 r. staraniem Rady Artystyczno-Kulturalnej w Bydgoszczy, której był członkiem, ukazał się jego zbiór poetycki „Dal widzenia” zawierający wiersze refleksyjne, spośród których część ogłosił wcześniej w poznańskich i bydgoskich czasopismach.
Po 1945 uczestniczył w życiu literackim Bydgoszczy i regionu. Był współzałożycielem i członkiem redakcji miesięcznika „Arkona” (1945–1948), a następnie redaktorem naczelnym tygodnika „Pomorze” (1955–1957). W latach 1945–1950 działał w Klubie Literacko-Artystycznym w Bydgoszczy. Swoje utwory publikował w czasopismach kulturalnych: „Arkonie”, „Pomorzu”, „Faktach” i gazetach m.in. „Ziemi Pomorskiej”, „Ilustrowanym Kurierze Polskim”, „Gazecie Pomorskiej”. Opracował m.in. antologię „Pomorze w poezji” (1957) oraz popularne opracowanie „Bydgoszcz dawna i dzisiejsza 1346–1946” (1946). Tłumaczył na język polski utwory klasyków niemieckich i francuskich oraz łacińskie wiersze Klemensa Janickiego. 
Zmarł 25 listopada 1983 r. w Bydgoszczy.

### Rodzina
Alfred Kowalkowski był żonaty z Zofią z d. Kulczyk. Miał dzieci: Marię (ur. 1946), Krzysztofa Marię (ur. 1943), Stanisława (ur. 1948, zm. 1948), Wojciecha Piotra (ur. 1950).

## Nagrody
- Nagroda literacka miasta Bydgoszczy (1939),
- Nagroda Bydgoszczy za całokształt twórczości literackiej (1959),
- Nagroda ministra kultury za całokształt pracy literackiej (1974).